# World Cup i bandy 2017
World Cup i bandy 2017 avgjordes i Göransson Arena i Sandviken i Sverige 12 till 15 oktober 2017. Som vinnare stod arrangörsklubben Sandvikens AIK efter att ha slagit Jenisej i finalen.

## Deltagande lag
- 1 lag från  Norge: Stabæk Bandy
- 1 lag från  Finland: Veiterä
- 4 lag från  Ryssland: Jenisej, CKA Neftyanik, Uralskij Trubnik, Baikal Energy
- 10 lag från  Sverige: Västerås SK, Hammarby IF, Edsbyns IF, Broberg/Söderhamn Bandy, Sandviken AIK, Villa Lidköping BK, Vetlanda BK, IFK Vänersborg, Bollnäs GoIF, IK Sirius

## Gruppspel
De två bästa lagen i respektive grupp går vidare till slutspel.

### Grupp A
Not: S = Spelade matcher, V = Vinster, O = Oavgjorda matcher, F = Förluster, GM = Gjorda mål, IM = Insläppta mål, MSK = Målskillnad, P = Poäng
| 12 oktober 2017 | kl 11:00 CET | Edsbyn - Vetlanda        | 3 - 3 |
| 12 oktober 2017 | kl 22:30 CET | Baikal Energy - Västerås | 3 - 1 |
| 13 oktober 2017 | kl 14:15 CET | Baikal Energy - Vetlanda | 4 - 2 |
| 13 oktober 2017 | kl 17:30 CET | Edsbyn - Västerås        | 4 - 2 |
| 14 oktober 2017 | kl 08:00 CET | Edsbyn - Baikal Energy   | 3 - 2 |
| 14 oktober 2017 | kl 09:30 CET | Vetlanda - Västerås      | 3 - 3 |

### Grupp B
Not: S = Spelade matcher, V = Vinster, O = Oavgjorda matcher, F = Förluster, GM = Gjorda mål, IM = Insläppta mål, MSK = Målskillnad, P = Poäng
| 12 oktober 2017 | kl 14:15 CET | Hammarby - Stabæk          | 11 - 1 |
| 12 oktober 2017 | kl 21:00 CET | Villa Lidköping - Jenisej  | 2 - 2  |
| 13 oktober 2017 | kl 09:30 CET | Villa Lidköping - Stabæk   | 12 - 2 |
| 13 oktober 2017 | kl 11:00 CET | Hammarby - Jenisej         | 0 - 2  |
| 13 oktober 2017 | kl 20:30 CET | Villa Lidköping - Hammarby | 0 - 4  |
| 13 oktober 2017 | kl 23:45 CET | Jenisej - Stabæk           | 9 - 0  |

### Grupp C
Not: S = Spelade matcher, V = Vinster, O = Oavgjorda matcher, F = Förluster, GM = Gjorda mål, IM = Insläppta mål, MSK = Målskillnad, P = Poäng
| 12 oktober 2017 | kl 15:45 CET | Bollnäs - Uralskij Trubnik | 2 - 2 |
| 12 oktober 2017 | kl 17:30 CET | Veiterä - Broberg          | 2 - 6 |
| 13 oktober 2017 | kl 12:45 CET | Veiterä - Uralskij Trubnik | 1 - 5 |
| 13 oktober 2017 | kl 22:15 CET | Bollnäs - Broberg          | 2 - 4 |
| 14 oktober 2017 | kl 14:15 CET | Broberg - Uralskij Trubnik | 3 - 2 |
| 14 oktober 2017 | kl 15:45 CET | Bollnäs - Veiterä          | 7 - 3 |

### Grupp D
Not: S = Spelade matcher, V = Vinster, O = Oavgjorda matcher, F = Förluster, GM = Gjorda mål, IM = Insläppta mål, MSK = Målskillnad, P = Poäng
| 12 oktober 2017 | kl 12:45 CET | Vänersborg - Sirius    | 2 - 3 |
| 12 oktober 2017 | kl 19:30 CET | SAIK - Neftyanik       | 3 - 4 |
| 13 oktober 2017 | kl 15:45 CET | Sirius - Neftyanik     | 1 - 4 |
| 13 oktober 2017 | kl 19:00 CET | SAIK - Vänersborg      | 2 - 1 |
| 14 oktober 2017 | kl 11:00 CET | SAIK - Sirius          | 5 - 1 |
| 14 oktober 2017 | kl 12:45 CET | Neftyanik - Vänersborg | 3 - 1 |

## Slutspel

### Kvartsfinaler
- 14 oktober 19.00 Edsbyn - Hammarby 2-4
- 14 oktober 20.35 Jenisej - Baikal Energy 11-1
- 14 oktober 22.10 Broberg - Sandvikens AIK 3-4
- 14 oktober 23.45 Neftyanik - Uralskij Trubnik 0-0 (Neftyanik vann efter straffar)

### Semifinaler
- 15 oktober 10.00 Hammarby - Jenisej 2-5
- 15 oktober 11.30 Sandvikens AIK - Neftyanik 3-2

### Final
- 15 oktober 16.00 Jenisej - Sandvikens AIK 3-4